# Tulipa orthopoda
Tulipa orthopoda är en liljeväxtart som beskrevs av Aleksei Ivanovich Vvedensky. Tulipa orthopoda ingår i släktet tulpaner, och familjen liljeväxter. Inga underarter finns listade.